# Gerrit Schoenmakers
Gerrit Bartel Schoenmakers (Middelburg, 1 januari 1942) is een voormalig politicus namens de Partij van de Arbeid en docent.
Schoenmakers behaalde na zijn hbs-b in 1965 in Groningen de bevoegdheid om geschiedenis te geven aan het middelbaar onderwijs. Vervolgens doceerde hij tot 1978 geschiedenis, tot hij lid werd van de Middelburgse gemeenteraad. In 1980 werd hij daarnaast wethouder te Middelburg (voor de invoering van het dualisme) waaronder voor enige tijd wethouder stadsvernieuwing en ruimtelijke ordening maar ook milieu en cultuur. Dit zou hij blijven tot 1994, toen zijn partij in Middelburg een grote verkiezingsnederlaag leed. Na zijn afscheid als wethouder werd hij onder meer als voorzitter actief bij het Zeeuws Biologisch Museum en Stichting Nieuwe Muziek Zeeland.
In 1998 staat Schoenmakers op plaats 49 van de kandidatenlijst van de PvdA voor de Tweede Kamer der Staten-Generaal, en na het doorschuiven van enige kandidaten richting de tweede paarse regering (de partij had 45 zetels behaald) werd Schoenmakers op 25 augustus toegelaten tot de Kamer. Hij hield zich in de Tweede Kamer bezig met onderwerpen op het gebied van volkshuisvesting (monumenten, welstandstoezicht), milieubeheer (zwerfafval, duurzaam geproduceerd hout), natuurbeheer en met specifiek Zeeuwse onderwerpen.
- Parlement.com: vg09llkbwzrv